# Trigonoptera spilonota
Trigonoptera spilonota es una especie de escarabajo longicornio del género Trigonoptera, tribu Tmesisternini, subfamilia Lamiinae. Fue descrita científicamente por Gestro en 1876.

## Descripción
Mide 12-16,5 milímetros de longitud.

## Distribución
Se distribuye por Papúa Nueva Guinea.